# العاصمة المثلثة
يقصد بالعاصمة المثلثة التجمع الميتروبوليتي المتكوّن من المدن الثلاث وعدد السكان العاصمة المثلثة هو 6,534,795 التي تنتشر فيها المصالح والدواوين الحكومية وترتبط مع بعضها البعض جغرافياً وإدارياً واجتماعياً، وهي الخرطوم عموم الواقعة على الضفة الجنوبية والغربية للنيل الأزرق والضفة الشرقية للنيل الأبيض، والتي تتألف من مدينة الخرطوم والمدينة الثانية هي أم درمان وتقع على الضفة الغربية للنيل الأبيض ونهر النيل أي المجرى الذي يتكون من النيلين الأزرق والأبيض بعد التقائهما عند نقطة المقرن. 

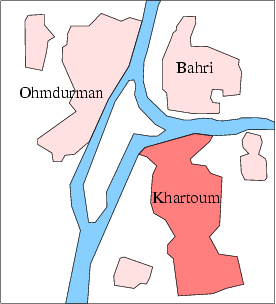
خريطة كروكية توضح موقع مدن العاصمة المثلثة.

والمدينة الثالثة هي الخرطوم بحري (أي الخرطوم شمال، كما تسمى باللغة الإنجليزية. لفظ بحري باللهجة المصرية يرادف لفظ شمال بالفصحي) وتقع على الضفة الشمالية للنيل الأزرق والضفة الشرقية لنهر النيل.
أما الخرطوم الولاية، أي ولاية الخرطوم فهذه تشمل المدن الثلاث وضواحيها وبعض المناطق المحيطة بها وهي إحدى ولايات السودان.

## صلات خارجية
- الموقع الرسمي لولاية -محافظة- الخرطوم
- موسوعة السودان الرقمية